# Glycine latifolia
Glycine latifolia là một loài thực vật có hoa trong họ Đậu. Loài này được (Benth.) C.A.Newell & Hymowitz miêu tả khoa học đầu tiên.